# HMAS Biloela
HMAS Biloela – węglowiec należący do Royal Australian Navy (RAN) w okresie międzywojennym.  Pierwszy okręt RAN-u zaprojektowany w Australii i całkowicie zbudowany w Australii wyłącznie z australijskich materiałów.

## Historia
„Biloela” został zbudowany w stoczni Cockatoo Island Dockyard jako pierwszy całkowicie australijski okręt.  Stępkę pod okręt położono 21 października 1918, wodowanie odbyło się 10 kwietnia 1919, prace wykończeniowe zakończyły się 5 czerwca 1920 i okręt wszedł do służby 5 lipca 1920.  Imię okrętu pochodzi od nazwy miasta Biloela, które z kolei wywodzi się ze słowa biloela z języka plemienia Gandangara oznaczającego ptaka znanego jako Yellow-tailed Black Cockatoo (Calyptorhynchus).
Okręt służył jako główny węglowiec RAN-u w latach 1920-1927.  W latach służby okręt odbył kilka rejsów w rejony Nowej Gwinei i Nowych Hebrydów.  Po wycofaniu ze służby ostatnich niszczycieli i krążowników opalanych węglem, „Biloela” został wycofany ze służby 14 listopada 1927.
W latach 20. planowano przebudowę „Biloela” wraz ze zbiornikowcem HMAS „Kurumba” na tender wodnosamolotów do czego jednak nie doszło.  Planowanym uzbrojeniem okrętu miały być dwie pojedyncze armaty 4-calowe (102 mm).
Okręt został sprzedany w marcu 1931 za 14.500 funtów i przemianowany na „Wollert” w 1932.  Później zmieniał nazwy jeszcze trzykrotnie - „Ivanhoe” (19370, „Yoh Sing” i ostatecznie „Cree”.  W czasie II wojny światowej „Cree” był dwukrotnie uszkodzony w wypadku działań nieprzyjaciela (atak samolotu 8 lutego 1940 pięć mil na wschód od Rattray Head w Szkocji, wejście na minę na pozycji 52°53' N i 2°19' E 26 kwietnia 1940.  Ostatecznie statek został zatopiony torpedą U-Boota U-123 21 listopada 1940 na pozycji 54°39' N i 18°50' W.